# Поплаве на Балкану 2014.
Поплаве на Балканском полуострву су дошле након обилних падавина и снажног циклона који је захватио централни део Балканског полуострва у мају месецу 2014. године. Падавине су обухватиле цео Балкан 13. маја 2014. године.

## Развој циклона
Циклон „Тамара“ (такође и „Донат“ у Хрватској или „Ивет“ у средњој Европи) захватио је подручје средње и југоисточне Европе 13. маја 2014. године. Простирао се на великој хоризонталној површини, вертикалне дебљине до 10 километара кроз целу тропосферу. Засићеност ваздушне масе била је око 100%, а влажност је повећавана захваљујући топлом ваздуху са југа и истока. У прилог развоју оваквог поља ниског притиска погодовала је и физичко-географска специфичност Балканског полуострва. Центар циклоналног поља био је над Србијом и Босном и Херцеговином, где је између 13. и 15. маја излучена велика количина падавина, највећа икада забележена од када се воде метеоролошка осматрања. Слабљење и нестанак циклона започело је током 16. маја.

## Ток поплава

### Србија
Обреновац је био најтеже погођен поплава, а процењено је да је 90% насеља потопљено. Цело насеље од око 8700 становника је евакуисано. Поред Обреновца се налази термоелектрана Никола Тесла, највећа термоелектрана у Србији, која даје скоро 50% електричне енергије у Србији. Међутим, она је остала непотопљена захваљујући добрим интервенцијама. Термоелектрана Костолац, која даје 11% електричне енергије Србије, је била угрожена изливањем Млаве. Два престана џакова са песком је било пробијено, али вода није пробила последњу линију одбране. Центри Параћина, Петровца на Млави, Свилајнца и Смедеревске Паланке су били поплављени.
У Крупњу је бујица уништила десетине кућа, а објекти су даље угрожени клизиштима.
Поплавни талас на реци Сави код Шапца достигао је коту од 6,6 метра, што је највиши ниво ове реке у том граду од када се води евиденција. До 16. маја 7.618 људи је било евакуисано, 20 је повређено, док је три лица изгубило живот.
У Срему су евакуисана села Јамена, Моровић и Вишњићево.
Премијер Србије Александар Вучић панично је описао поплаве као „најгору природну катастрофу која је икада задесила Србију“. Напоменуо је да поплаве ових размера нису стогодишње, већ хиљадугодишње, односно дешавају се једном у хиљаду година.
Влада Србије је због жртава поплаве и клизишта прогласила три дана жалости, 21, 22. и 23. мај. Током 23. маја је укинута ванредна ситуација на нивоу Србије, док је остала на снази ванредна ситуација у два града и 17 општина које су биле директно угрожене. У питању су градови Шабац и Сремска Митровица и општине Обреновац, Љиг, Уб, Лајковац, Осечина, Параћин, Мионица, Свилајнац, Смедеревска Паланка, Шид, Трстеник, Косјерић, Бајина Башта, Крупањ, Мали Зворник, Коцељева и Владимирци.
Осим срушених кућа, однетих путева и мостова, а посебно људских живота, поплаве су нанеле велику штету и пољопривреди, земљишту и усевима, стоци итд.

### Босна и Херцеговина
Из корита су се излиле реке Босна, Дрина, Сана, Сава, Врбас и друге. Поплављени су Шамац, Брчко, Маглај, Добој, Дервента, Тузла, Приједор, Травник, Јања, Бијељина, Зеница, Живинице, Вареш, Завидовићи, Кључ, Бања Лука, Челинац и многа друга места и насеља. Угрожено је подручје уз реку Саву. Влада Федерације Босне и Херцеговине прогласила је 15. маја стање природне несреће, а Влада Републике Српске је 17. маја прогласила ванредну ситуацију на целом подручју Републике.

### Хрватска
Најугроженији су делови жупањске и бродске Посавине. Река Сава достигла рекордно висок ниво и пробила је на два места насипе код Рајевог Села и Рачиноваца. Евакуисано је неколико хиљада становника из Гуње, Рачиноваца, Рајева Села, Бошњака, Врбање, Дреноваца, Строшинаца, Ђурића, Посавских Подгајаца и Сољана. Евакуисани људи су смештани у Жупањи, Церни и Градишту.
Река Орљава се излила на више места, најугроженије је било плетерничко подручје и насеља Бечиц и Лужани у општини Ориовац. Орљава се најпре излила негде између Блацка и Веселе и уз пругу је вода дошла до кућа. Река Орљава излила се и у месту Градац код Плетернице, где је извршена и евакуација. Река је оштетила пругу па је сав железнички саобраћај затворен на делу Плетерница - Пожега - Велика.

## Хуманитарне акције
На прву назнаку елементарне катастрофе реаговао је пре свега велки број домаћих добровољаца и то нарочито у Србији. На прве назнаке елементарне непогоде локално становништво се организовало и кренуло у заштиту. Када је поплава стигла до већих места, као што су Ваљево, Обреновац и Шабац, Влада Србије и председник Владе је позвао пре свега Београђане на мобилизацију. И уместо позваних 500 до 1000 људи на место окупљања код Сава центра дошло је скоро 10.000 људи. Сви они су кренули аутобусима ка Шапцу како би се дизали насипи. Такође велики број људи чамцима су кренули ка Обреновцу како би помогли у евакуацији становништва. Са подручја Косова и Метохије дошла су 80 припадника цивилне заштите, са 20ак теренских возила и пар чамаца, у угрожена подручја, а пре свега Обреновац. Такође Војска Србије и МУП су били на свим кризним подручјима са свом расположивом опремом.

### Међународне акције
Поред тога велики број земаља је реаговао хитним слањем својих специјалних екипа и спасилаца у угрожена подручја:
- Русија – Русија је прва реаговала и притекла у помоћ Србији тако што је послала 73 спасиоца, укључујући и 20 ронилаца, који су спасавали животно угрожене становнике Обреновца, само три сата након слетања њиховог авиона Иљушина ИЛ-76 на аеродром у Нишу. Руска Федерација послала је у Србију још 40 моторних чамаца, 30 мобилних електро-агрегата, 18 пумпи за испумпавање воде и топлотних топова за сушење, као и 47 тона намирница, ћебади и других средстава. Правовремена асистенција и присуство генерала-потпуковника Едуарда Чижикова представљају својеврсну поруку о посвећености, професионализму и искреном пријатељству које се поново потврдило, овог пута у борби са поплавама.[37] Руски специјалци су на терену показали велику храброст и добили велики број симпатија домаћег становништва, који имају неизмерну захвалност ка овим херојима.[38] Они су учествовали у спашавању преко 3000 људи.[тражи се извор]
- Европска унија – Послато је у Србију више од 220 спасилаца из земаља ЕУ.[39]
- Словенија – Словенија је послала специјалне снаге за цивилну заштиту са 19 специјалаца, две пумпе и четири возила.[40]
- Црна Гора – Црногорска влада је одмах послала контингент помоћи са специјалцима за помоћ становништву. Део снага је био укључен за помоћ грађанима Обреновца.[41]
- Република Македонија – Влада Републике Македоније је послала у Републику Србију 75 спасилаца, моторне чамце, дрвене чамце, агрегате, пумпе за воду.
- Белорусија – Белорусија је одмах послала два хеликоптера и четири спасилачке екипе ронилаца, да би након тога послала и пун авион Иљушин ИЛ-76 са хуманитарном помоћи и то: четири великих агрегата од по 100 киловата, 20 преносивих генератора, 30 моторних пумпи за испумпавање воде, 20.000 конзерви месних прерађевина, 5.000 вунених ћебади, 20 шатора са по 20 места за спавање и другим потрепштинама.[42]
- Мађарска –
- Француска –
- Израел –
- УАЕ – Уједињени Арапски Емирати и принц Мухамед бин Зајед су послали 10 милиона долара помоћи за угрожене.[43]
- Туркменистан – пружио је хуманитарну помоћ у виду лекова, медицинских помагала и пшеничног брашна[44].
- Сједињене Државе – Сједињене Америчке Државе су донирале 100.000 долара помоћи Босни и Херцеговини.
- Велика Британија – Велика Британија је донирала 500.000 евра и послала 120 спасилаца и професионалних ронилаца.
- Аустралија – Аустралија је донирала 200.000 евра помоћи Србији и Босни и Херцеговини.

### Акције појединаца и организација
Велики број познатих личности, како домаћих, тако и иностраних, одмах након првих извештаја су послали поруку подршке жртвама, и генерално народима и државама погођеним поплавама. Многи од њих су учествовали у озбиљном прикупљању помоћи, а личним донацијама скренули су пажњу јавности:
- Дејан Станковић је својом фондацијом „Фондација Дејан Станковић за Србију, за само два дана скупио милион евра[45]. Фондација је окупила велики број домаћих и страних спортиста и средства су намењена како за храну и основне намирнице тако и за каснију санацију објеката од поплава.
- Новак Ђоковић је одмах након освојеног турнира у Риму, комплетну награду освојену на овом турниру од 500.000 евра донирао за помоћ угроженима у поплавама.[46] Самим тим је послао велику подршку Србији и Босни. Такође је прозвао међународне медије да слабо обраћају пажњу на поплаве које су задесиле Балкан, па је цела прича добила велики публицитет.[47]
- Белгијски фудбалер Винсент Компани је донирао 10.000 фунти за угрожене у поплавама. Компани је за ову катастрофу сазнао преко својих саиграча Матије Настасића и Александра Коларова.
- Холандски кувар Рудолф ван Вин је кувао за мајке са децом у центру за збрињавање евакуисаних особа.
- Кошаркашки клуб Црвена звезда је уступио своје хале за прихват становништва из угрожених области.[48]
- Фудбалски савез Србије у фудбалери репрезентације Србије су понудили помоћ од 250.000 евра.[49]
- Кока кола је Србији донирала 500.000 евра и 85 000 литара воде Роса.
- Горан Бреговић је са својом породицом донирао 20.000 евра.

## Последице
- Крупањ
- Крупањ
- Крупањ
- Крупањ